# Selma, världserövrare
Selma, världserövrare är den svenska vissångerskan Turids femte studioalbum, utgivet på Metronome (MPL 15.619) 1977. Albumet gavs ursprungligen ut på LP. Det har inte utkommit på CD.
Albumet var hennes första för Metronome efter att hon dessförinnan lämnat Silence Records. Det är inspelat i Decibel studio och Metronome studio i Stockholm under april, maj och augusti 1977. En varierande uppsättning studiomusiker medverkade på skivan, däribland Kenny Håkansson, Lasse Englund och Jan Tolf.

## Låtlista
Samtliga låtar skrivna av Turid Lundqvist, om annat inte anges.
Sida A
1. "Striden" – 4:16 (Thomas Wiehe)
2. "Jag gillar dig" – 3:00 (musik: Dario Fo, text: Anna Barsotti)
3. "Svenskermön" – 1:56 (trad.)
4. "Javisst det går an" – 3:21
5. "Dikt vid havet" – 7:07 (Elisabet Hermodsson)

Sida B
1. "Mitt hemland" – 2:58 (musik: Lars Wilhelm Svonni, Paulus Utsi, text: Lundqvist, översättning från samiska: Per Ola Blind, Åsa Blind)
2. "Selma, världserövraren" – 3:17 (musik: Margareta Lundmark, text: Lundqvist)
3. "Vilse" – 0:54 (musik: Lillebror Söderlundh, text: Nils Ferlin)
4. "På din motorcykel" – 7:39
5. "Moder" – 3:57 (musik: Silvio Rodríguez, text: Jan Hammarlund, Lundqvist)
6. "Uppmuntran" – 2:43 (musik: Wolf Biermann, text: P.O. Enquist, Caj Lundgren)

## Medverkande
"Striden"
- Stefan Brolund – bas
- Turid Lundqvist – gitarr, sång
- Harald Svensson – flygel
- Jan "Resa" Tolf – akustisk gitarr, elgitarr
- Claes Wang – trummor

"Jag gillar dej"
- Lasse Englund – gitarr
- Turid Lundqvist – gitarr, cittra, sång
- Sture Nordin – bas

Svenskermön
- Turid Lundqvist – sång
- Margareta Söderberg – bearbetning

"Javisst går det an (bagatell om ett ideal)"
- Rolf Alex – trummor
- Stefan Björklund – elgitarr
- Turid Lundqvist – sång
- Sture Nordin – bas
- Harald Svensson – flygel

"Dikt vid havet"
- Lasse Englund – gitarr
- Backa Hans Eriksson – bas
- Ulf Gruvberg – dulcimer
- Kenny Håkansson – elgitarrer
- Turid Lundqvist – gitarr, sång

"Mitt hemland"
- Lasse Englund – gitarr
- Backa Hans Eriksson – bas
- Kenny Håkansson – elgitarrer
- Turid Lundqvist – gitarrer, sång

"Selma, världserövrare"
- Stefan Brolund – stråkbas
- Tommy Johnsson – bas
- Karin Kjellman – blockflöjter
- Turid Lundqvist – gitarr, sång, flöjtarr
- Harald Svensson – flygel
- Trond Villa – fiol

"Vilse"
- Turid Lundqvist – gitarr, sång, arr

"På din motorcykel"
- Lasse Englund – gitarr, motorcykel, slide
- Sten Forsman – elbas
- Ulf Gruvberg – mungigor
- Sixten Lundqvist – trumpet (bb-kornett)
- Turid Lundqvist – gitarr, sång

"Moder"
- Lasse Englund – gitarrer
- Turid Lundqvist – gitarrer, sång

"Uppmuntran"
- Lasse Englund – gitarrer
- Turid Lundqvist – gitarrer, sång
- Sture Nordin – bas
- Janne Skoglund – fagott

### Fotnoter
1. 1 2 3  ”Turid Lundqvist”. Svensk mediedatabas. http://smdb.kb.se/catalog/search?q=turid+lundqvist&sort=OLDEST. Läst 26 januari 2013.